# Viminella anomala
Viminella anomala is een zachte koraalsoort uit de familie Ellisellidae. De koraalsoort komt uit het geslacht Viminella. Viminella anomala werd in 1910 voor het eerst wetenschappelijk beschreven door Simpson. 